# Andrena frigida
Andrena frigida är en biart som beskrevs av Smith 1853. Den ingår i släktet sandbin och familjen grävbin. Inga underarter finns listade i Catalogue of Life.

## Beskrivning
Arten är ett bi med svart grundfärg och variabel pälsfärg. Huvudet har lång, vit behåring som övergår till blekbrunt kring ögonen och i pannan. Mellankroppen har hos honan gråvit behåring; hos hanen är den lång men tunn, och rent vit utom på ovansidan där den drar sig åt brungult. Bakkroppen har även den lång men tunn, gråvit behåring. Honan har vaga, tätare hårband längs tergiternas (segmenten på ovansidan) framkanter, medan hanen i stort sett saknar sådana hårband. Färgteckningen är dock variabel, och det finns individer med mörkare färgteckning. Speciellt tergiterna 3 till 6 hos honan, 3 till 5 hos hanen kan vara mer eller mindre mörka, hos honan ibland rent svarta. Honan har en kroppslängd omkring 11 mm, hanen omkring 8 mm.

## Ekologi
Släktets medlemmar är solitära bin som bygger underjordiska larvbon. Även om de inte är samhällsbyggande, kan flera honor placera sina bon i närheten av varandra. Denna art är oligolektisk, den är en födospecialist som främst besöker familjen videväxter. Den har emellertid även observerats på andra familjer som flockblommiga växter, ripsväxter, ranunkelväxter, rosväxter och kinesträdsväxter. Aktivitetsperioden varar från mars till juni.

## Utbredning
Utbredningsområdet omfattar strora delar av Nordamerika från Alaska till Nova Scotia och i kontinentala USA från New England till Virginia i söder, Minnesota i väster.